# Hexanauplia
Hexanauplia, razred rakova opisan 2013 godine i uvršten s višim rakovima (Malacostraca) u nadrazred Multicrustacea. Postoji podjela na tri podrazreda u kojem su najznačajniji kopepodni račići.

## Sistematika
1. Subclassis Copepoda Milne Edwards, 1840
2. Subclassis Tantulocarida Boxshall & Lincoln, 1983
3. Subclassis Thecostraca Gruvel, 1905